# Dziedzickia fiebrigi
Dziedzickia fiebrigi är en tvåvingeart som beskrevs av Edwards 1934. Dziedzickia fiebrigi ingår i släktet Dziedzickia och familjen svampmyggor.
Artens utbredningsområde är Paraguay. Inga underarter finns listade i Catalogue of Life.